# 카구라 히로유키
카구라 히로유키(花倉洸幸, 1989년 12월 24일 ~ )는 일본의 남자 성우이다. 아임 엔터프라이즈 소속.
효고현 출신.